# Africoribates australis
Africoribates australis är en kvalsterart som beskrevs av Sandór Mahunka 1985. Africoribates australis ingår i släktet Africoribates och familjen Humerobatidae. Inga underarter finns listade i Catalogue of Life.